# (7398) Walsh
(7398) Walsh (1986 VM) – planetoida z grupy pasa głównego asteroid okrążająca Słońce w ciągu 3,25 lat w średniej odległości 2,19 j.a. Odkryta 3 listopada 1986 roku.